# Lotus Seven
Pour les articles homonymes, voir Seven.

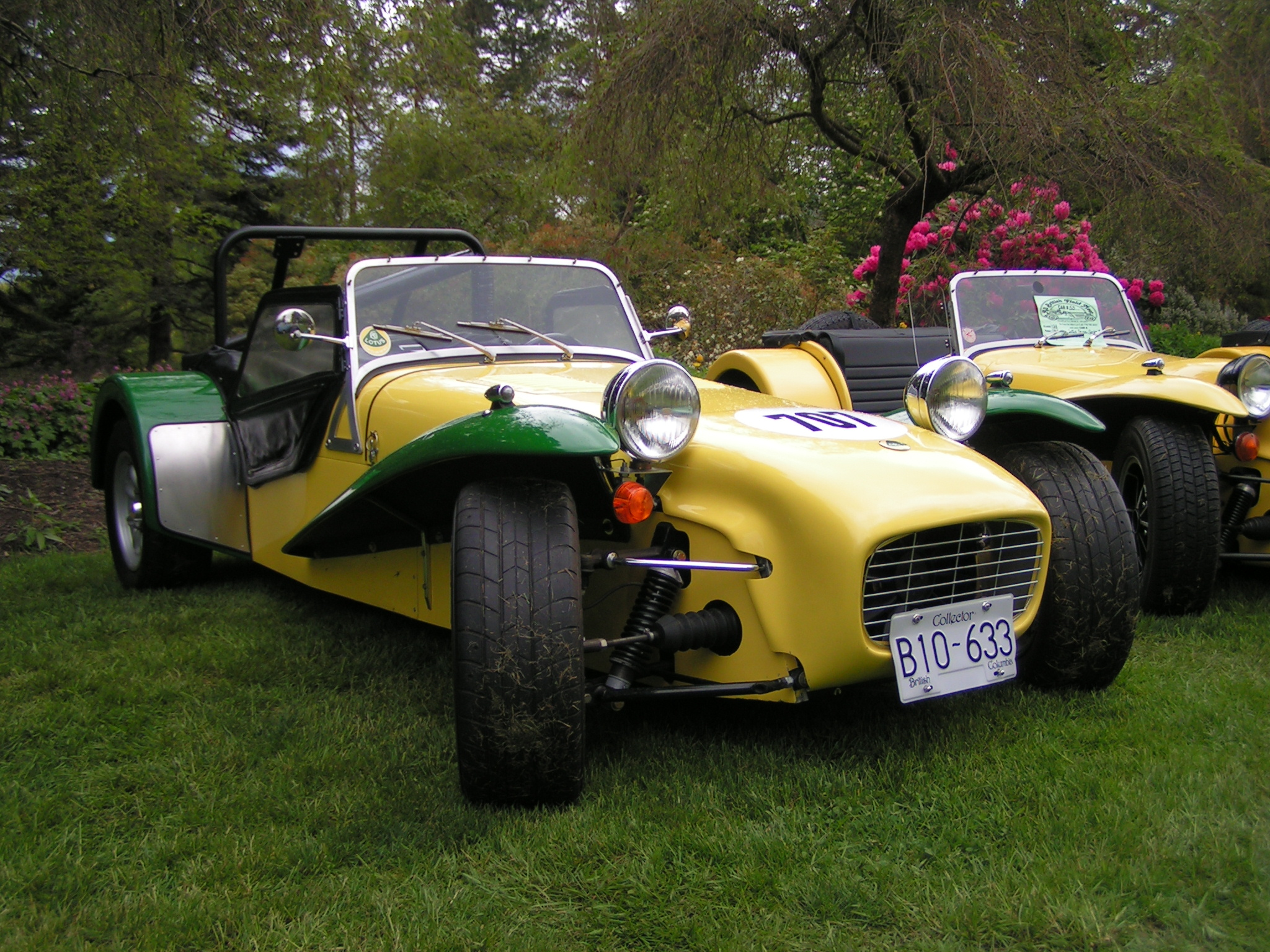
Une Lotus Seven de 1965.

La Lotus Seven est une voiture de sport deux places très légère du constructeur automobile britannique Lotus Cars commercialisée à partir de 1957.
Conçue par Colin Chapman, la Seven a été construite en quatre séries par Lotus avant de connaître un grand nombre de copies et une seule continuation contemporaine officielle : la Caterham. 
En 1966, le concessionnaire Lotus implanté dans la ville de Caterham (UK) continue la production de la Seven S2 avec le soutien de l'usine Lotus. 
En 1967, Caterham devient l'unique distributeur de la Seven (alors en série 3), dont il assemble une partie de la production et dont il assure même le développement. Caterham produit toujours aujourd'hui différentes versions de la Seven, 60 ans après sa création.
La Lotus Seven est connue pour ses apparitions dans la série télévisée Le Prisonnier avec Patrick McGoohan (1967-1968). Dans la série, comme dans la réalité,[pas clair] le Prisonnier avait monté cette voiture achetée en kit.

## Conception
En 1957, Lotus lance, en même temps que la routière Elite, une voiture de sport et de piste dépouillée qui succède à la Lotus Mark VI (en). D'aspect similaire à la Mark VI, la Seven, conçue rapidement, utilise un châssis tubulaire dérivé de l'Eleven de piste, construit avec des tubes de un pouce de diamètre. Les trains avant sont ceux de la monoplace Lotus 12 à triangles superposés et amortisseurs à ressorts. Le train arrière, lui, de technicité plus rustique, est un pont rigide pour des questions de coûts. Le moteur est disposé à l'avant.
La carrosserie est réalisée en panneaux d'aluminium, sans portières. Les ailes et le cône de nez sont en aluminium. Elle est équipée de phares proéminents comparables à ceux de la 2 CV.
Elle concrétise parfaitement la philosophie de Lotus qui consiste à atteindre la performance par la légèreté et la simplicité.

## Série 1

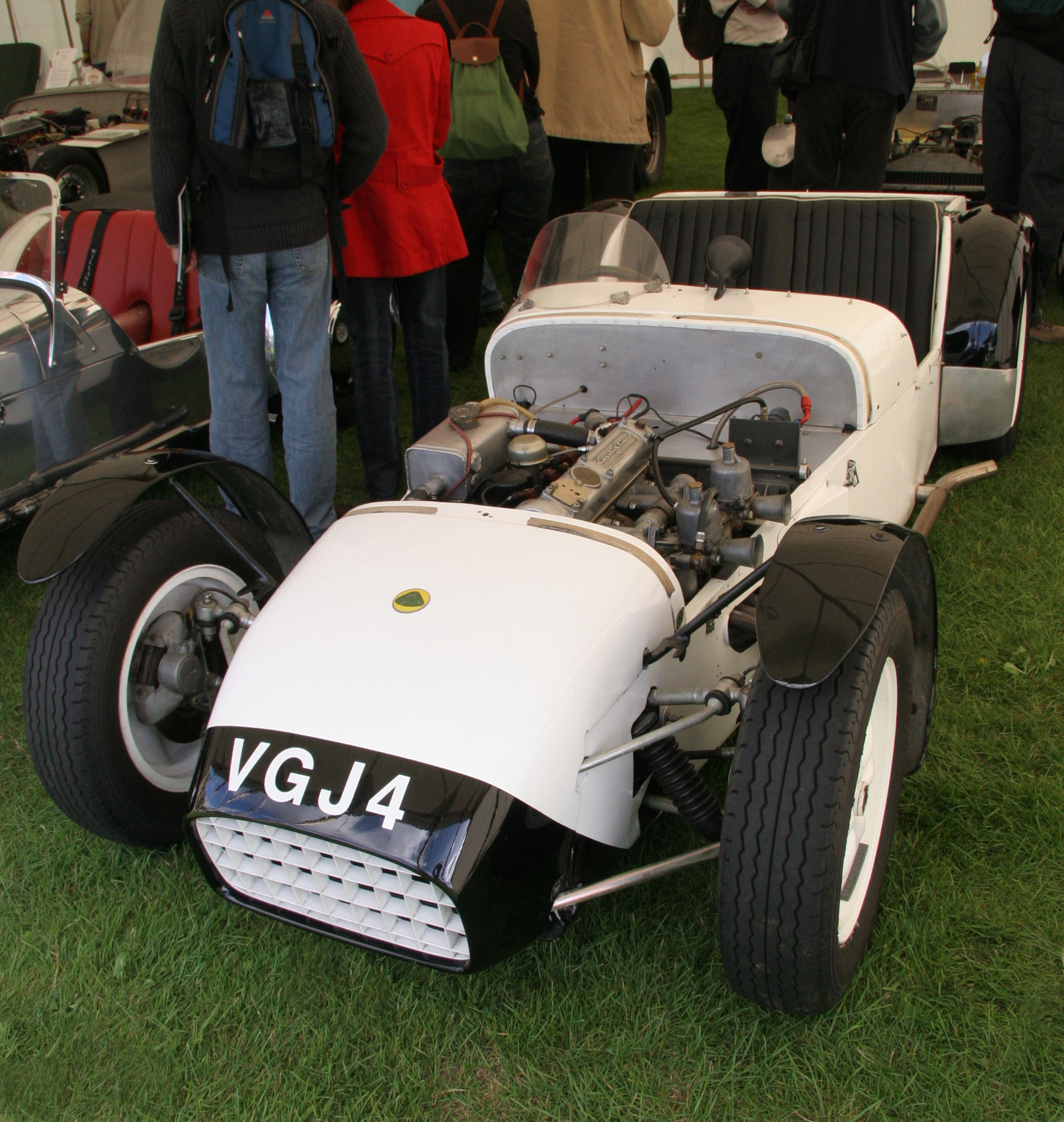
Super Seven série 1.

La série 1 utilisait des mécaniques rustiques dérivées du moteur Ford 100E de 1 172 cm3 à soupapes latérales. Ce bloc développait 40 chevaux seulement et était associé à une boîte à trois rapports.
Les freins étaient des tambours à commande hydraulique d'origine Ford. Pour les conducteurs sportifs, un kit incluant deux carburateurs SU était au catalogue des options.
La spartiate série 1 était équipée en option d'une capote, d'essuie-glace ou de compte-tours. Mais l'habillage en vinyle rouge des sièges et du tableau de bord était de série.
La Seven de première génération pouvait être achetée construite, mais la version en kit était la plus diffusée. En Angleterre, à cette époque, le fait de construire une voiture en kit permettait de s'affranchir, en plus de la main-d'œuvre, d'une taxe importante sur les voitures complètes. Aussi, Lotus contribua à la mode des kits tout en diffusant des voitures totalement neuves, ce qui n'était pas le cas des concurrents qui vendaient des kits basés sur des pièces (moteurs et boîtes) d'occasion.
En 1958 apparut une version plus musclée de la Seven qui allait donner naissance à la mythique Super Seven. Le moteur Coventry Climax FWA de 1 098 cm3 développant 75 ch fut adapté. Ce bloc léger et puissant était associé à une boîte à quatre rapports Austin. La Super Seven atteignait 160 km/h et passait les 100 km/h en moins de 10 s. Il faut ramener ces chiffres à ceux d'une berline de l'époque. Par exemple, la Renault Dauphine lancée en même temps atteignait alors 110 km/h. Un pilote débutant du nom de Graham Hill commença sa carrière en gagnant des courses avec la nouvelle Seven.
En 1959, une troisième version de la Seven utilisant un moteur BMC de Morris Minor fut lancée. Bien que cette mécanique de 948 cm3 développât moins de chevaux que le bloc Ford, elle permettait de meilleures préparations. Ce bloc permettait l'exportation de la Seven aux États-Unis avec des ailes allongées façon Traction Avant qui allaient bientôt être utilisées sur les versions européennes de la voiture.
Production : 240 voitures environ

## Série 2

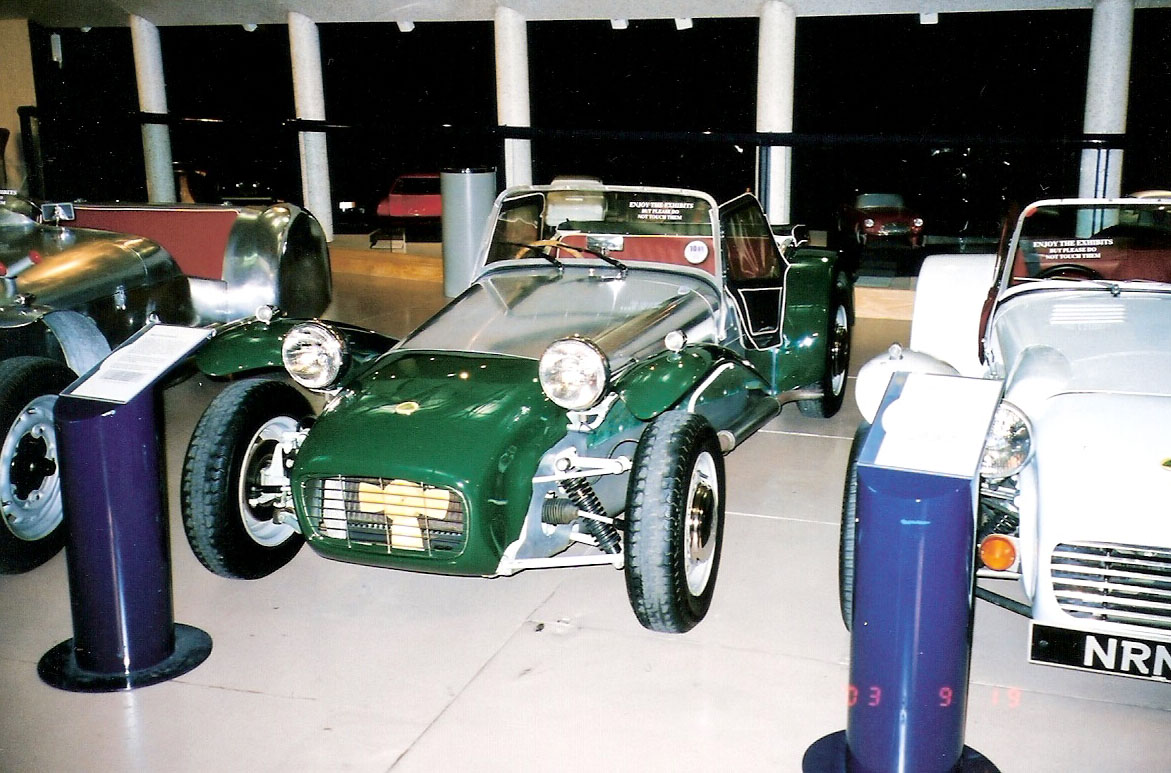
Lotus Seven série 2 (en vert).

À partir de 1960 apparut une nouvelle version de la Seven, proche extérieurement mais assez fortement modifiée en profondeur au point de mériter l'appellation Série 2. En effet, la fabrication de la Série 1 avec sa carrosserie intégralement aluminium et son complexe châssis tubulaire nécessitait simplification et améliorations. Aussi, de nombreux tubes furent enlevés du châssis allégé et de nombreux composants : direction, train avant, furent repris de la Triumph Herald. Les ailes arrière étaient en fibre de verre.
Différence extérieure marquante, les roues passèrent de 15 à 13 pouces. Les mécaniques de la Série 2 étaient celles de la Série 1 (à l'exception du bloc Coventry Climax) et se rajoutait un bloc 105E de la Ford Anglia soit des mécaniques d'environ 40 chevaux.
En 1961 apparut une nouvelle Super Seven équipée cette fois du bloc 109E de 1 340 cm3 de la Ford Classic (en) qui, préparé par Cosworth, délivrait 85 chevaux.
Un moteur plus gros dérivé de la Ford Cortina développait 95 ch pour 1 500 cm3. La Super Seven abattait alors le 0-100 km/h en 7 s ce qui était remarquable en 1961. Des disques de Triumph Spitfire apparurent pour freiner efficacement la voiture.
À la marge, apparut une version moins puissante de la Super Seven, équipée du bloc 1 500 cm3 dégonflé à 66 chevaux, mais équipée de freins à disque comme les versions les plus puissantes.
Production : 1 350 voitures environ

## Lotus 37 (Three-7)
La 37 est un modèle unique créé en 1965 et prévu pour la piste car équipé d'un train arrière sophistiqué à roues indépendantes dérivé de l'Elite. La voiture avait quatre freins à disque et un moteur de 120 ch.
Il faudra attendre les années 1980 pour que cette option revienne au catalogue des Seven fabriquées par Caterham.

## Série 3

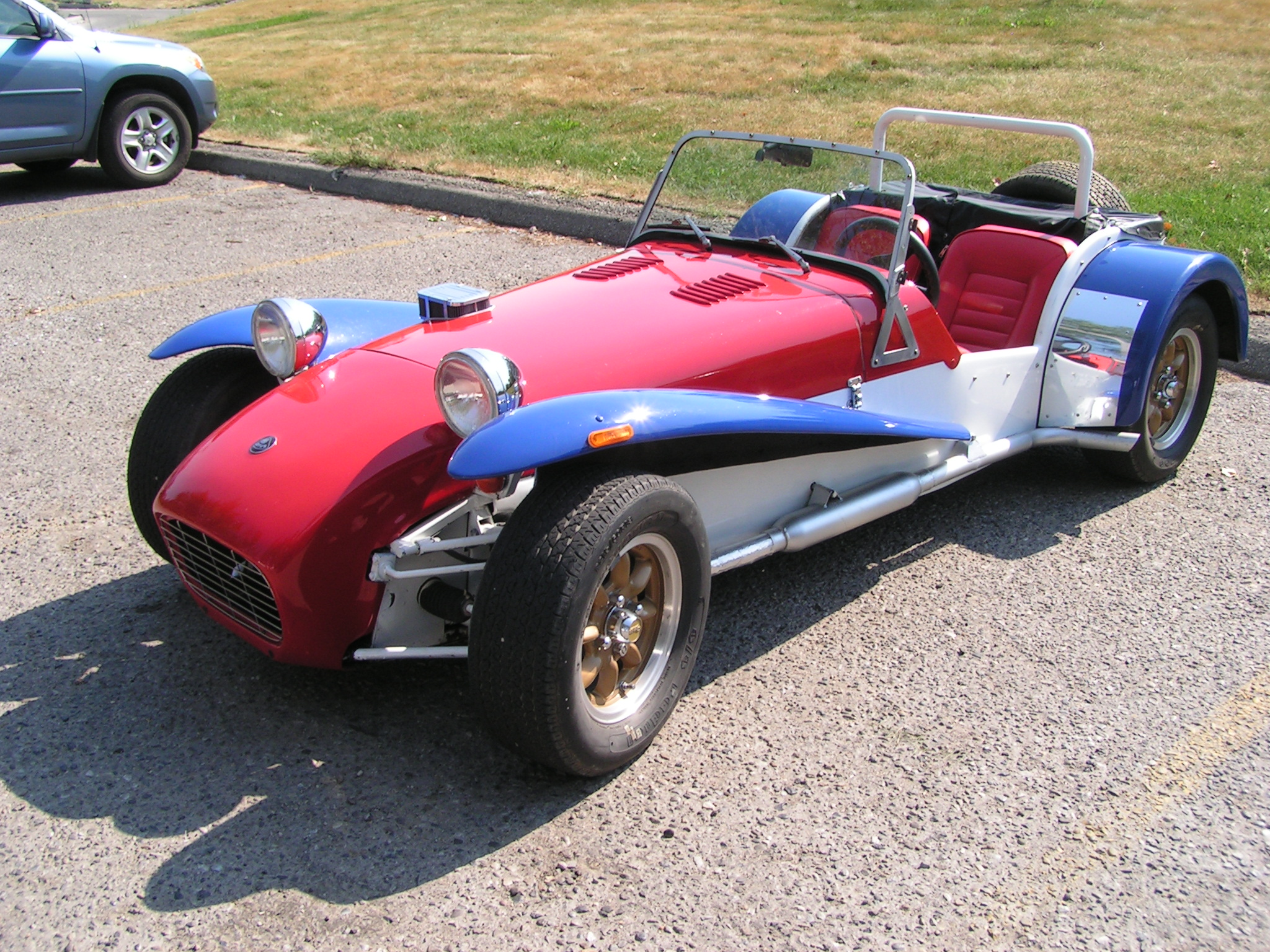
Lotus Seven série 3 modifiée.

La Série 3 est entrée en production en 1968 sous l'impulsion de Caterham. En effet, en 1967, Caterham Cars devint concessionnaire unique de la Seven, dont les ventes étaient au plus bas.
Il fallait alors améliorer la S2 en adoptant des mécaniques plus puissantes basées sur le 4 cylindres 1 500 cm3 de la Ford Cortina développant 85 ch.
Le châssis subit des évolutions du fait d'un nouveau pont nécessitant des ailes arrière plus grandes. À l'avant, le train était renforcé et des freins à disque plus grands installés.
Les grandes ailes avant et un nouveau cône de nez, tous deux en fibre de verre, complétaient le tableau extérieur, tandis que des éléments de confort comme des tapis de sol, des indicateurs et une jauge à essence étaient fournis en standard.
En 1969, une version plus puissante (120 ch) du moteur préparé par Holbay apparut sur une Seven S.
Lotus ne tenait pas à installer le moteur Lotus TwinCam de l'Elan dans la Seven, mais le fait que des particuliers le fassent poussa l'usine à lancer en petite série une Seven SS équipée de ce bloc, développant entre 115 et 125 ch selon les préparations. Cette voiture au châssis renforcé, fabriquée officiellement à seulement treize exemplaires, est aujourd'hui la plus chère et la plus recherchée des Seven.
Aujourd'hui, les voitures de base vendues neuves par Caterham sont techniquement proches de la Série 3.
Production : 350 voitures environ.

## Série 4

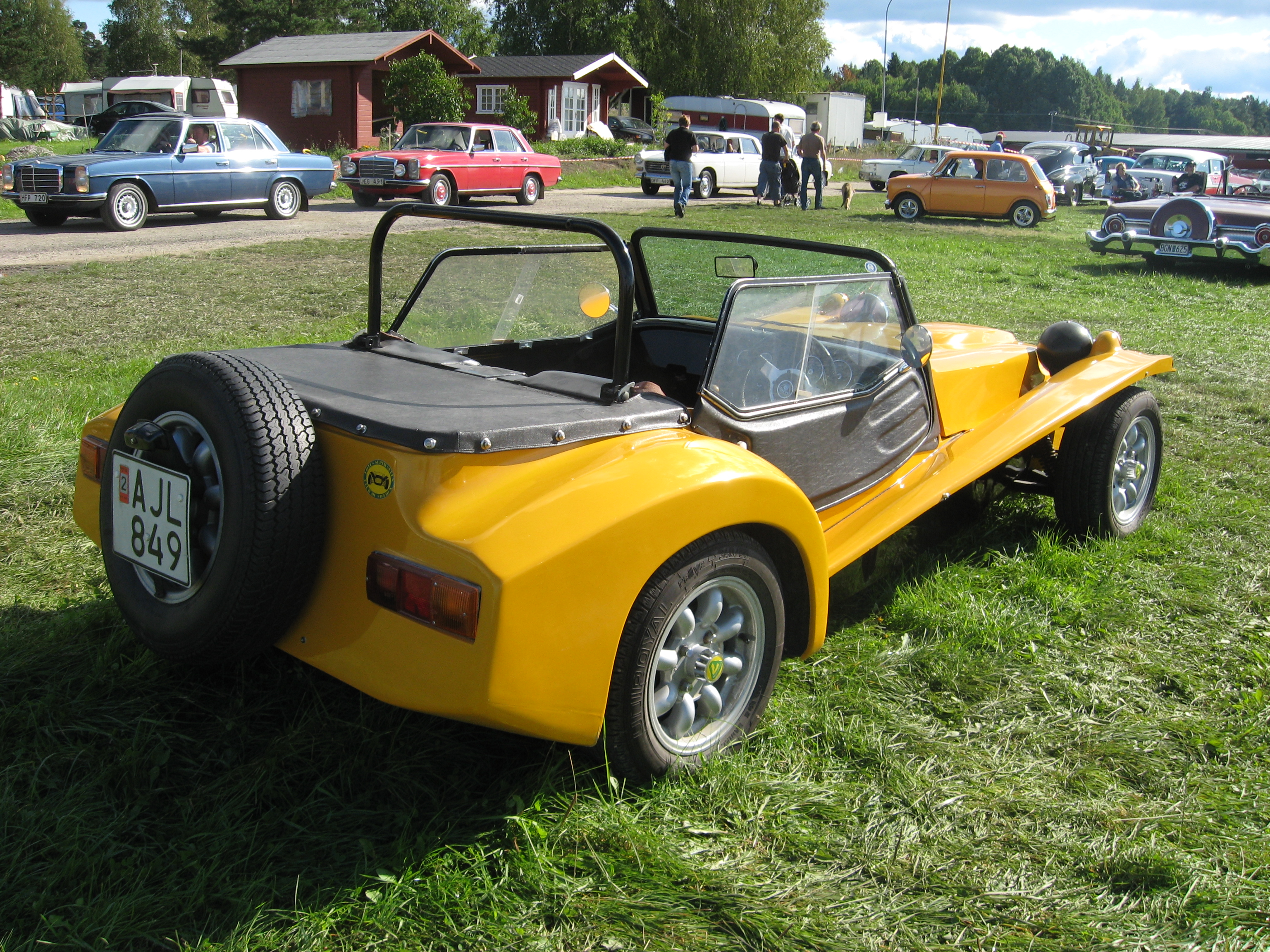
Lotus Seven série 4.

La série 4 diffère sérieusement des premiers exemplaires par une carrosserie en fibre de verre typée buggy. Elle porte un numéro différent puisque c'est la Lotus Type 60.
Conçue en 1969-1970, la nouvelle Seven avait pour principal but de relancer les ventes en augmentant les profits. Dans la pratique, la série 4 est une voiture nouvelle car le châssis comme les moteurs et boites sont différents de la série 3. La philosophie même de la voiture a changé puisqu'elle s'orientait vers plus de confort, avec un habitacle plus spacieux, plus cossu, et nettement mieux équipé. Les puristes s'indignèrent et les ventes ne furent jamais au rendez-vous ; le chiffre de 2 000 voitures/an espéré ne fut pas approché puisqu'en deux ans seulement 600 exemplaires de cette voiture atypique furent produits.
La S4 utilisait un châssis tubulaire comme les modèles antérieurs mais équipé de moteurs plus gros d'origine Ford (1 300 cm3) ainsi que le moteur TwinCam de l'Elan d'origine ou préparé à 125 ch. Les performances étaient excellentes.
La carrosserie était entièrement en fibre de verre dans un style approchant celui des Buggys de plage.
La Seven S4, bien que vendue raisonnablement bien, ne correspondait plus à la logique commerciale de Colin Chapman dont le souhait était alors de monter en gamme vers des voitures sportives typées GT comme la future Esprit et les quatre places de la famille Elite Type 75.
Production : 630 voitures environ.